# Operace Bruntál
Operace Bruntál (německy Unternehmen Freudenthal) je německé kódové jméno pro cvičný výsadek německých jednotek u linie československého opevnění u obce Košetice u Bruntálu.
Německé velení, které plánovalo útok na Československo (viz plán Grün), se domnívalo, že v prostoru u Košetic na Bruntálsku odhalilo v připravovaném opevnění slabinu. V případě války by zde vedl generál Gerd von Rundstedt jednotky 2. německé armády. Avšak po odstoupení Sudet se německé velení rozhodlo operaci provést alespoň cvičně. A tak 7. října 1938 provedla 7. výsadková divize s vojsky luftwaffe seskok přibližně 1000 vojáků. Celá operace byla bez součinnosti pozemních vojsk.
Jednotky zaujaly pozice a začaly s úpravami přistávacích ploch. U některých těchto ploch se však ukázalo, že nejsou způsobilé pro přistávání dopravních letadel, na zemi vznikl zmatek v koordinaci vyloženého materiálu. Některé dopravní stroje se musely po dlouhém čekání ve vzduchu vracet na základnu bez vyložení. Během několika hodin bylo na přistávacích místech vyloženo dalších 2000 vojáků letecké pěchoty.
Přes zdržení musel útok na vlastní linii opevnění začít až druhého dne, 8. října, ráno, což by v bojové akci způsobilo ztrátu momentu překvapení. Zde nastaly další problémy, které se týkaly neočekávaně odolných střílen řopíků, umělé zadýmení by v bojovém poli nic neřešilo, překážky, a palebné vějíře, které nebyly odhaleny. Po ukončení Wilhelm Canaris zhodnotil operaci takto: „Za války by se nebyla tato akce podařila. Bylo to divadlo.“